# Dépression tropicale Dix (2005)
Pour les articles homonymes, voir Dépression tropicale Dix.
La dépression tropicale Dix, en anglais Tropical Depression Ten, est un système tropical appartenant à la saison cyclonique 2005 dans l'océan Atlantique nord. Elle s'est formée le 13 août à partir d'une onde tropicale ayant émergé depuis la côte ouest africaine le 8 août. À la suite d'un fort cisaillement, la dépression reste faible et ne se renforce pas au-delà d'un état de dépression tropicale. Le cyclone se dissipe le 14 août, bien que certains restes aient contribué à la formation de la dépression tropicale Douze, qui s'intensifiera finalement pour devenir l'ouragan Katrina. Le cyclone n'a pas touché terre, et n'a directement occasionné ni dégâts, ni blessés.

## Évolution météorologique
Le 8 août, une onde tropicale émerge depuis la côte ouest africaine et dirige vers l'Océan Atlantique. Se dirigeant vers l'ouest, la dépression commence à montrer des signes de organisation convective le 11 août. Le système continue à se développer et il est estimé que la dépression tropicale Dix se soit formée à 12 h 0 (UTC) le 13 août. Durant ce laps de temps, elle a été localisée à 2 600 km à l'est de la Barbade. Hormis ces nouvelles données, la dépression est composée d'une vaste zone d'activité orageuse. Cependant, les prévisions météorologiques à venir sont loin d'être favorables. La dépression se dirige lentement vers l'ouest. Durant la fin de journée du 13 août, le National Hurricane Center annonce que « cela ressemble à un mini-ouragan Irene ». Les cisaillements étaient censés ralentir durant les prochaines 48 heures.

La dépression tropicale Douze se forme au sud-ouest des Bahamas à 21 h 0 UTC le 23 août, partiellement formée des restes de la dépression tropicale Dix,.

## Impact
La dépression tropicale Dix n'ayant menacé ni touché terre sous la forme d'un cyclone tropical, aucune alerte cyclonique n'a été émise. Aucun bilan humain n'a été établi, aucun dégât matériel n'a été rapporté, et aucun navire n'a été emporté dans la mer par le cyclone. Le système n'atteint par ailleurs pas l'état d'une tempête tropicale ; en tant que tel, aucun nom n'a été attribué par le National Hurricane Center. Le cyclone a partiellement contribué à la formation de Katrina, un ouragan ayant atteint la catégorie 5 sur l'Échelle de Saffir-Simpson et frappé la Louisiane, aux États-Unis, causant des dégâts considérables. Par la suite, Katrina est devenu l'un des ouragans les plus ravageurs, et l'un des cinq plus meurtriers, dans toute l'histoire des États-Unis.